# Aur Gading (Jujuhan Ilir)
Aur Gading is een bestuurslaag in het regentschap Bungo van de provincie Jambi, Indonesië. Aur Gading telt 666 inwoners (volkstelling 2010).